# Bastasse il cielo
| Recensione | Giudizio |
| ---------- | -------- |
| Rockol     | positivo |

Bastasse il cielo è il sesto album in studio del cantautore italiano Pacifico, pubblicato in Italia l'8 marzo 2019.
Il disco presenta 10 tracce inedite con testi e musiche di Pacifico ed è stato anticipato dall'uscita dei singoli Sarà come abbracciarsi (giugno 2018) e Molecole (ottobre 2018).
L'album è stato prodotto dall'etichetta Ponderosa Music Records e distribuito da Artist First.

## Tracce
1. Bastasse il cielo
2. Sarà come abbracciarsi
3. Canzone fragile
4. A casa
5. Semplicemente
6. Il destino di tutti
7. ElectroPo
8. Molecole
9. Salto all'indietro
10. Quello che so dell'amore

## Formazione
- Pacifico – voce, chitarra, basso
- Alan Clark – pianoforte, mellotron
- Amedeo Pace – chitarra, programmazione, batteria
- Mike Mainieri – vibrafono
- Simone Pace – chitarra, programmazione, batteria
- Michael Leonhart – tromba, flicorno
- Cochemea Gastelum – sassofono tenore